# Honderd maal Bassie & Adriaan
Honderd maal Bassie en Adriaan is een speciale aflevering van Bassie en Adriaan, naar aanleiding van de honderdste uitzending (inclusief herhalingen). Deze werd uitgezonden op 25 december 1987 door de TROS. Deze aflevering werd nadien niet herhaald, en voor het eerst op dvd uitgebracht in 2015 onder de titel Winterpret. Op 15 december 2018 werd de special op het YouTube-Channel geplaatst van het duo.

## Verhaal
Bassie en Adriaan zijn in Zwitserland op weg naar Davos om Kerst te vieren met de Nederlandse kinderen in het Astma centrum. Ze komen echter zonder benzine te staan en stranden in de sneeuw. Adriaan gaat hulp halen, waarna Bassie een speciale kerstversie van het liedje Eenzame Bassie (uit Het geheim van de sleutel) zingt. Uiteindelijk bereikt het duo met een paardenslee het centrum, waar ze de kinderen vragen stellen, vragen beantwoorden en terugkijken op fragmenten uit hun eerdere avonturen. Als de Kerstman de cadeautjes langsbrengt die Bassie per ongeluk in het dal heeft laten sleeën, zingen Bassie en Adriaan en de kinderen een kerstlied over de vrede getiteld Alle kinderen van de wereld (die ze eerder in 1982 bij Stuif es in ten gehore brachten).

## Terugblikken
Op de volgende fragmenten uit eerdere avonturen werd in deze special teruggeblikt (Dikgedrukt zat enkel in de originele uitzending, en is weggelaten in de 'Winterpret'-versie op dvd en YouTube):
- De plaaggeest - Achtervolging van de gestolen vrachtauto
- De plaaggeest - Het Bakkerslied
- Het geheim van de sleutel - Afdaling met gesaboteerde remleidingen
- Leren & Lachen met Bassie & Adriaan - Spoken bestaan niet (Scène en lied)
- Leren & Lachen met Bassie & Adriaan - Kleren maken de clown (Volledige aflevering)
- De Diamant - Droomwereld als Starsky and Hutch
- De plaaggeest - Adriaan doet handstand op de Euromast
- De Diamant - Droomwereld Bassie als leeuwentemmer
- De huilende professor - Parachutesprong Adriaan
- Het geheim van de sleutel - Droomwereld bij de indianen
- De verdwenen kroon - Vooruitblik op de eerste aflevering, waarbij de boeven in de auto achterna gezeten worden door Adriaan, waarna een politieagent vervolgens achter Adriaan aangaat

## Trivia
- Adriaan vertelt dat hij in totaal 42 parachutesprongen heeft gemaakt. Aad van Toor heeft dit aantal daadwerkelijk gedaan tot hij in 1983 zijn enkel brak.[1]
- Bassie vertelt dat Adriaan de regisseur is van de televisieserie. De regie van deze speciale aflevering wordt echter gedaan door Eric van Reijendam.
- In deze special rijden Bassie & Adriaan niet in hun bekende Honda Prelude, maar in een Honda Accord Aerodeck met kenteken 'RT-04-NV'.
- Aan het slot van de uitzending, net voor de aftiteling, komen Bassie en Adriaan nog één keer in beeld om de kijkers een gelukkig 1988 te wensen en veel plezier te wensen bij hun nieuwe avontuur, De Verdwenen Kroon. Ook dit is bij de latere uitgave op dvd weggelaten.